# 滝川忠征
滝川 忠征（たきがわ ただゆき）は、戦国時代から江戸時代にかけての武将。滝川一益、次いで豊臣秀吉の家臣、江戸幕府旗本、後に尾張藩家老。通称を彦二郎（彦次郎）、初名は法忠（のりただ）（または盛勝（もりかつ））。

## 生涯
尾張国中島郡稲島で生まれた。父の木全忠澄は、初め織田信長の家臣であった浅井政貞に仕え、次いで滝川一益に仕えた。忠征は少年にして驍勇の聞こえがあって、一益に忠功を称せられて滝川の家号を与えられ、滝川姓を称するようになった。
16歳のとき、初陣して敵を追撃し、一益に賞賛された。天正2年（1574年）、第三次伊勢長島攻めに加わり、伊勢国白山崎で鉄砲を構えて待ち構える敵を槍で突き崩す戦功を挙げた。
天正3年（1575年）、河内国高屋城の戦い、三河国長篠の戦いに従軍し、次いで越前一向一揆攻めに加わって越前国吸津、倉谷、加賀国篠谷で、翌4年（1576年）の石山合戦では勝鬘院での戦いで首級をとった。天正5年（1577年）には雑賀攻めに従軍して負傷。天正6年（1578年）、織田信忠を総大将とする神吉城攻めに従軍し、敵地で青田刈りの作戦中に志方城から出撃した敵に囲まれて日置加平次と2人で敵中に孤立するが、多数の傷を負いながら奮戦して自力で脱出した。
天正9年（1581年）の織田信長の伊賀攻め（第二次天正伊賀の乱）において、滝川一益が受け持った3城のうちの一つの攻略を任され、城主を攻め滅ぼした。
天正10年（1582年）3月、一益が信長から信濃国のうち二郡と上野一国を与えられるとこれに従い、新田郡を守った。同年6月、本能寺の変が起こると松井田城に集められた人質の監視を命じられ、一益が上野国に侵攻する北条氏直を迎撃して神流川の戦いで敗れた際には一益の本拠の上野国厩橋城の守備を任されていた。
天正11年（1583年）、上野を失って北伊勢の本領に戻っていた一益が柴田勝家・織田信孝と結んで羽柴秀吉に対して挙兵すると、関城に入れられたが、賤ヶ岳の戦いで勝家が敗れたため降伏開城した。翌12年（1584年）、秀吉が織田信雄・徳川家康と対立して小牧・長久手の戦いが起こり、秀吉側について再起した一益が蟹江城に入城すると、忠征は城の北西の守備を委ねられ、攻め手の徳川家臣大須賀康高を防いだ（蟹江城合戦）。
滝川一益が蟹江城で敗れて失領すると、忠征は秀吉に召し出され、金切裂指物使番、普請奉行を務めた。
天正18年（1590年）の秀吉による小田原北条氏攻め（小田原征伐）では、前田利長・木村重茲の軍勢の目付となり、武蔵国八王子城攻めに一番乗りをして先登（せんとう）の手柄を挙げた。また忍城の戦いにも検使として派遣され、忍城寄せ手の浅野長政が敗走すると、忠征は民家に火を放ち、出撃してきた城方の成田勢を撃退した。
文禄元年（1592年）の文禄の役では肥前に赴いて名護屋御留守番陣衆として警備にあたった。文禄3年（1594年）の伏見城普請でも佐久間政実ら6人と共に普請奉行を務めた。
慶長2年（1597年）6月に美濃国加茂郡・（摂津国）川辺郡で700石を加増され、併せて2,010石余となった。9月に従五位下豊前守に叙任された。
慶長5年（1600年）の関ヶ原の戦いでは西軍に与して、伏見城の戦いに参加した。しかし終戦後の減知改易などの咎めはなく、徳川家康に召されて御使番として仕えた。
天下普請として、慶長12年（1607年）の駿府城の普請奉行、慶長15年（1610年）には名古屋城の普請奉行に名を連ね、この時、家康と徳川秀忠よりそれぞれ御内書を与えられて賞され、帷子胴服を賜った。またこの功績により当時8歳の四男滝川時成が名古屋城主（尾張藩主）徳川義直に近習（小姓）として召し出され、所領1,000石を与えられた。
慶長19年（1612年）には高田城の普請奉行を伊東政世と共に務めた。
元和2年（1616年）、家康の遺命により義直に附属されて尾張藩の年寄（家老）となり、出生地の稲島に6,000石を与えられて稲島城を築いて在所とした。
このとき、嫡男法直は既に死去していたため、広島藩浅野氏の重臣で藩主一族の浅野忠正と自身の娘の間に生まれた外孫の直政を法直の娘（母は日向国飫肥藩主伊東祐兵の娘）の婿に迎え、養子とした。直政は元和8年（1622年）に将軍秀忠に拝謁して幕府直参の旗本となり、寛永2年（1625年）に所領安堵の朱印状を得て、忠征が秀吉から与えられていた摂津国川辺郡・美濃加茂郡・丹波国船井郡・近江国蒲生郡内の所領2,010石余を相続した。
寛永9年（1632）冬に隠居し、尾張藩内に与えられた所領6,000石を四男の時成に譲り、時成がそれまで領していた1,000石を隠居料として与えられた。
寛永12年（1635年）2月2日に77歳（『寛永諸家系図伝』によれば78歳）で病死し、南桑名町（伏見町）の大林寺（現在は千種区城山町に移転）に葬られた。戒名は大林宗機居士。隠居料1,000石は末子忠尚が新たに取り立てられて継いだ。